# Petr Kašpar (celník)
Petr Kašpar (* 1964) je bývalý český celník, v letech 2014–2016 generální ředitel Generálního ředitelství cel Celní správy ČR.

## Kariéra
Vystudoval Právnickou fakultu Masarykovy univerzity v Brně a Pedagogickou fakultu Univerzity Hradec Králové.
Jako celník začal pracovat v roce 1988. V roce 1997 se stal ředitelem Celního úřadu Pardubice a o čtyři roky později ředitelem Celního ředitelství Hradec Králové. V letech 2003 a 2004 byl pověřen funkcí náměstka generálního ředitele Generálního ředitelství cel, nicméně následně pokračoval v pozici ředitele Celního ředitelství Hradec Králové. Při reorganizace Celní správy České republiky se na počátku roku 2013 stal ředitelem Celního úřadu pro Královéhradecký kraj. Dne 2. září 2014 jej ministr financí Andrej Babiš pověřil výkonem funkce generálního ředitele Generálního ředitelství cel Celní správy České republiky, do této funkce byl ustanoven 13. února 2015. Dne 8. května 2015 ho prezident Miloš Zeman jmenoval brigádním generálem.
Ze zdravotních důvodů v květnu 2016 rezignoval k 30. červnu 2016 na post generálního ředitele Generálního ředitelství cel a ke stejnému datu požádal o propuštění ze služebního poměru.
V dubnu 2017 se stal ředitelem Správy silnic Královéhradeckého kraje.

## Osobní život
Je ženatý, má dvě děti.